# Peter Dietrich Rath
Peter Dietrich Rath (* 13. Juli 1938 in Oppeln) war von 1976 bis 2021 Präsident des deutschen Automobilclubs Kraftfahrer-Schutz.

## Leben
Rath ist der Sohn des Oberbürgermeisters von Zeitz und späteren Rechtsanwalts und Notars in Altena Hugo Ludwig Rath (1904–1987). Nach dem Schulbesuch in Altena, Iserlohn und Bad Aussee studierte er nach dem Abitur Rechts- und Staatswissenschaften an den Universitäten von Graz, Göttingen sowie an der Universität Bonn. Er wurde Mitglied des Corps Hannovera Göttingen. 1965 wurde er zunächst Direktionsassistent einer Lebensversicherungsgesellschaft. Ab 1966 stieg er bis 1975 zum Generalbevollmächtigten des Rechtsschutzversicherers Rechtsschutz Union Versicherung in München auf. 1976 wurde Rath Hauptgeschäftsführer des Automobilclubs Kraftfahrer-Schutz e.V. Unter seiner Führung wurde der Mitgliederbestand erweitert und ein Gruppenumsatz von über 100 Millionen Euro erreicht.
Rath stand auch den Aufsichtsräten der verbundenen Auxilia Rechtsschutz-Versicherung und der KS-Versicherung als Vorsitzender bis 2017 vor. Rath wurde im Jahr 2001 mit dem Bundesverdienstkreuz am Bande ausgezeichnet.